# Sérilhac
Sérilhac é uma comuna francesa na região administrativa da Nova Aquitânia, no departamento de Corrèze. Estende-se por uma área de 12,32 km². Em 2010 a comuna tinha 276 habitantes (densidade: 22,4 hab./km²).